# Zwölfprophetenrolle vom Nachal Chever
Die Zwölfprophetenrolle vom Nachal Chever (auch 8HevXII gr) ist eine griechische Handschrift des Zwölfprophetenbuchs aus dem 1. Jahrhundert, die in Höhle Nr. 8 im Nachal Chever, einem Wadi in der Judäischen Wüste,  beim Toten Meer gefunden wurde. Sie gehört zu den Schriftrollen vom Toten Meer.

## Fundgeschichte

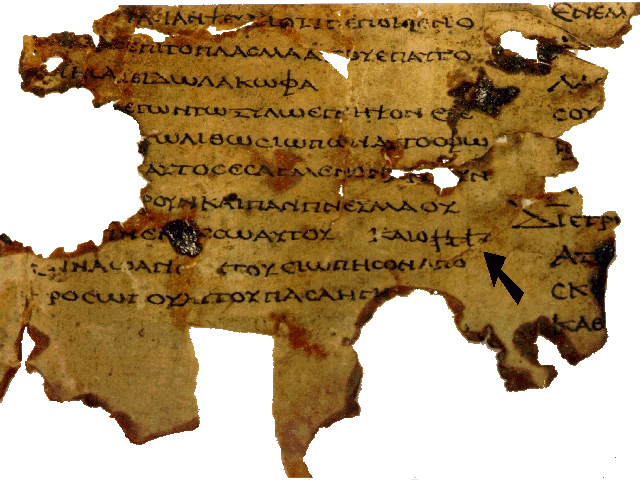
Unterer Teil von Kolumne 18 (nach der Rekonstruktion von Emanuel Tov) der Zwölfprophetenrolle vom Nachal Chever. Der Pfeil zeigt auf das Tetragramm in Paläohebräischer Schrift.

Im Zuge der Schriftfunde am Toten Meer durch Beduinen wurde zwischen 1952 und 1954 eine Sammlung von Schriftrollen und -fragmenten angekauft, die nach Auskunft der Beduinen aus dem Nachal Zeʾelim stammen sollten. Die Beduinen verkauften ihre Funde an Forscher in Ostjerusalem, das damals zu Jordanien gehörte, während das Wadi Seiyal zum Staatsgebiet Israels zählte. Unter den Fragmenten fanden sich auch Teile einer Rolle des Zwölfprophetenbuches (Dodekapropheton). Unter anderem als Reaktion auf Gerüchte, dass Teile der verkauften Schriftrollen aus Israel stammten, entsandte die Hebräische Universität Jerusalem 1960 und 1961 zwei Expeditionen zur gründlichen Erforschung der Wadis am Westufer des Toten Meeres. Die Teilexpedition B der Unternehmung im Frühjahr 1961 unter Leitung von Yohanan Aharoni untersuchte vor allem die Höhlen am Südrand des Nachal Chever und wurde in Höhle Nr. 8, der Cave of Horror fündig: Es wurden unter anderem Bruchstücke einer griechischen Schriftrolle gefunden. Die größtenteils nur wenige Zentimeter großen Fragmente ließen sich dennoch dem Zwölfprophetenbuch zuordnen. Es wurde auch relativ schnell deutlich, dass die Fragmente Teile derselben Schriftrolle waren, die zehn Jahre zuvor angekauft worden war. Als Fundort dieser Rolle – wie auch der meisten anderen Schriftrollen der Seiyâl Collection – ließ sich daher entgegen der Angabe der Beduinen der Nachal Chever bestimmen.
Durch die Grabungen der Beduinen ließ sich der archäologische Kontext nicht mehr bestimmen. Jedoch wurde in der Höhle eine Brandschicht gefunden, die darauf schließen lässt, dass die letzten Bewohner der Höhle alle ihre Besitztümer, vor allem Dokumente, die Aufschluss über weitere aufständische Personen geben könnten, vernichten wollten, um sie nicht den Römern in die Hände fallen zu lassen. Diese belagerten die Insassen, wie ein oberhalb der Höhle gelegenes Militärlager zeigt. Dass die Schriftrolle dieses Feuer überstanden hat, deutet darauf hin, dass sie zuvor begraben worden war. Diese Praxis ist vor allem aus der späteren jüdischen Tradition (Geniza) bekannt, wurde aber auch bei der Zwölfprophetenrolle vom Wadi Murabba'at beachtet.
Die Handschrift befindet sich heute in den Hochsicherheitslabors der Israelischen Antikenbehörde gegenüber dem Israelmuseum in Jerusalem.

## Abmessungen und Inhalt
Die Rolle ist nur teilweise erhalten, grundsätzlich besser im unteren Teil. Einzig von Kolumne 8 sind Teile aller vier Ränder erhalten, von den meisten anderen Kolumnen in der Regel nur der untere sowie Teile des rechten oder linken Randes. Rekonstruktionsversuche ergeben, dass die durchschnittliche Zeilenanzahl pro Kolumne etwa bei 42 liegt. Im hinteren Teil hingegen, der einer anderen Hand zugeordnet werden kann, sind die Buchstaben größer geschrieben und daher enthalten die Kolumnen lediglich 33 Zeilen. Die Kolumnen hatten demnach eine Höhe von etwa 27 cm. Die Kolumnenbreite dagegen schwankt zwischen 7,5 und 9 cm bzw. 29 und 43 Buchstaben, im hinteren Teil sogar nur 22–24 Buchstaben. Dies hängt offenbar zusammen mit der Breite der einzelnen Lederbögen, die zu einer Rolle zusammengenäht wurden. Während die Bögen selbst unterschiedlich breit waren, scheinen die Kolumnen auf einem Bogen relativ gleichmäßig gezogen worden zu sein. Die Höhe der Rolle lässt sich schließlich mit etwa 35 cm bestimmen. Berechnungen zur Anzahl der Kolumnen hängen stark davon ab, welchen Inhalt die Rolle hatte. Geht man von einem ursprünglich kompletten Zwölfprophetenbuch aus, so dürfte die Rolle zwischen 80 und 94 Kolumnen umfasst haben, was etwa 9,6 – 10 m entspräche. Die Rolle wäre damit länger als alle erhaltenen Schriftrollen aus Qumran. Nachgewiesen sind jedoch nur Teile der Bücher Jona, Micha, Nahum, Habakuk, Zefanja und Sacharja.

## Text und Schreiber

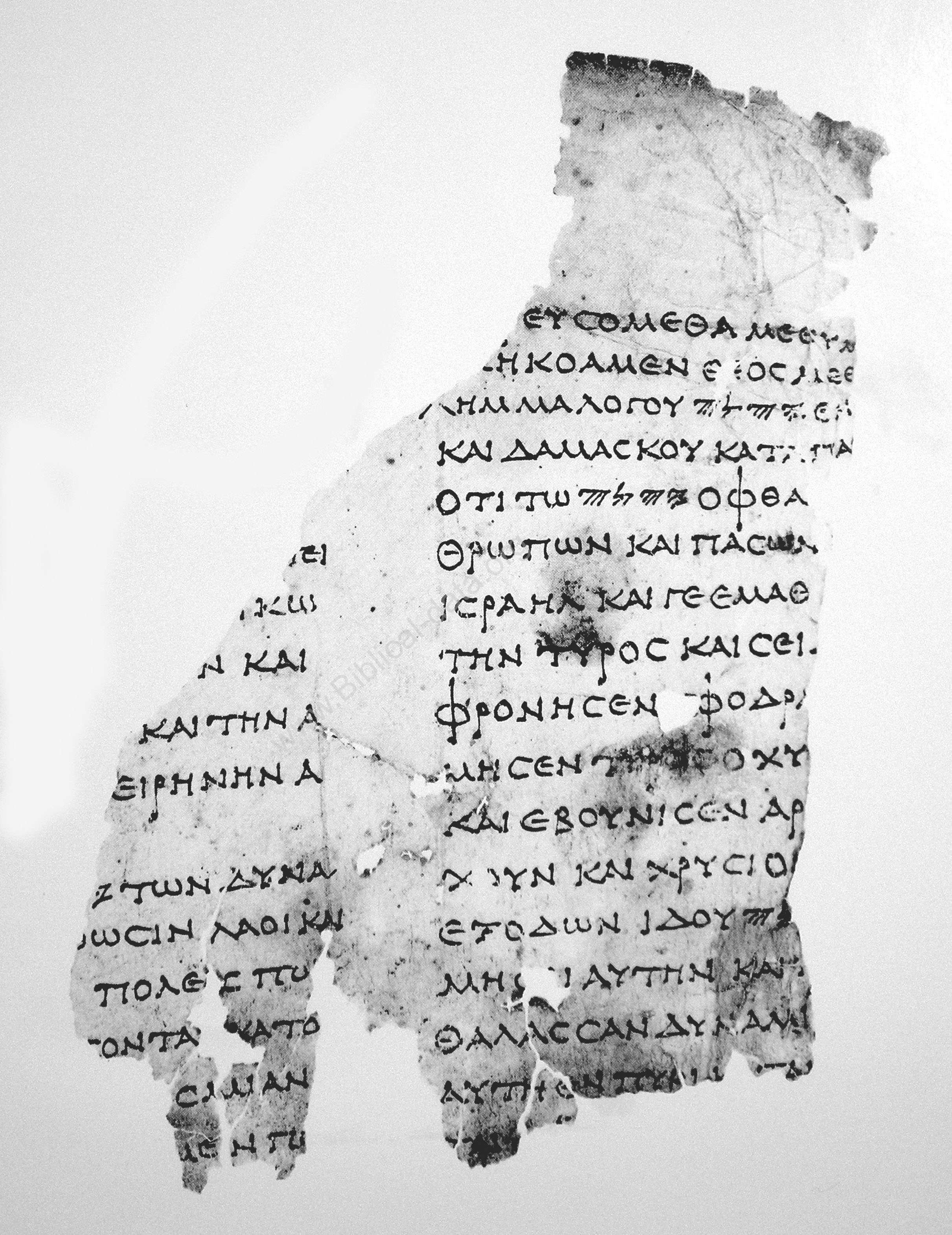
Fragment aus Kolumne B1–2 (nach der Rekonstruktion von Emanuel Tov) der Zwölfprophetenrolle vom Nachal Chever

Wie Unterschiede in Buchstabenform und -größe zeigen, wurde die Handschrift von zwei verschiedenen Schreibern geschrieben. Die Annahme, dass stattdessen die Fragmente auf zwei verschiedene Rollen zu verteilen seien, ist hingegen weniger wahrscheinlich. Die Ursache für die verschiedenen Schreiberhände ist jedoch unklar. Entweder wurde die Rolle zunächst von einem Schreiber begonnen und späterhin von einem zweiten beendet, oder aber die Lederbögen mit der zweiten Handschrift wurden zur Reparatur eingefügt.
Zwischen den einzelnen Büchern sind mehrere Zeilen freigelassen, mögliche Buchüberschriften sind dagegen nicht bezeugt. Der fortlaufende Text ist eingeteilt in größere und kleinere Abschnitte, und es lässt sich sogar schon eine Einteilung in Verse beobachten. Die Einteilung in Sinneinheiten stimmt mit der Einteilung des Masoretischen Textes in Setumot und Petuchot weitgehend überein. Zur Kennzeichnung solcher Abschnitte wird entweder ein horizontaler Strich zwischen den Zeilen – ein paragraphos – gezogen, oder die neue Zeile beginnt leicht nach links eingerückt und mit einem etwas vergrößerten Anfangsbuchstaben. Zwischen einzelnen Worten eines Verses ist bei der ersten Hand jedoch zumeist kein Zwischenraum gelassen.
Eine Besonderheit ist die Wiedergabe des Tetragramms: Es ist in althebräischer Schrift in den griechischen Text eingetragen. Eine ähnliche Vorgehensweise findet sich in Papyrus Fouad 266. Während dort das Tetragramm jedoch vermutlich von anderer Hand nachgetragen wurde, ist im Falle der Zwölfprophetenrolle aus dem Nach Chever davon auszugehen, das der Schreiber selbst die althebräischen Buchstaben fortlaufend in den griechischen Text einfügte, vermutlich sogar entgegen der hebräischen Schreibrichtung von links nach rechts!
Der fragmentarische Erhaltungszustand des Textes erschwert ebenso Aussagen über den textlichen Charakter. Die Herausgeber sind sich jedoch einig, dass es sich um eine frühe Revision der Septuaginta (sog. kaige-Rezension) in Angleichung an den hebräischen Text handelt.

## Entstehungszeit
Eine genauere Bestimmung des Entstehungszeitraumes der Rolle ist schwierig. Der archäologische Kontext ergibt als terminus ante quem das Jahr 135 n. Chr., da in diesem Jahr der Bar-Kochba-Aufstand niedergeschlagen wurde, in dessen Verlauf die Rolle vermutlich in die Höhle gebracht wurde. Für eine weitere Eingrenzung ist eine paläographische Bestimmung hilfreich, die jedoch im Falle griechischer Handschriften mit zahlreichen Unschärfen zu rechnen hat. Eine Datierung in das 1. Jahrhundert liegt jedoch nahe.